# Garaż (czasopismo)
Garaż – polski fanzin poświęcony muzyce wydawany w Szczecinie. W piśmie znajdują się artykuły, wywiady, recenzje i inne opracowania dotyczące głównie gatunku muzycznego punk rock, ale także innych, takich jak przykładowo ska, hardcore punk, reggae, psychobilly. Wydawcą magazynu jest wytwórnia Jimmy Jazz Records. Pierwszy numer „Garażu” ukazał się w 1985 r., a pierwsze wydanie oficjalne, po zarejestrowaniu pisma, z numeracją od 1, zostało opublikowane w 1990 r. Ostatni, 30 numer pisma ukazał się w 2012 r.

## Historia

### Wprowadzenie
Historia powstania i wydawania fanzinu „Garaż” zaczyna się około 1983 r., choć wówczas jeszcze pod innym szyldem, i trwa przez kolejne lata, podczas których zmienia się zarówno charakter pisma, sposób wydawania, nakład jak i zawartość merytoryczna, choć ta ostatnia zawsze związana jest z szeroko pojmowaną sceną punk. Zarówno sam twórca zina Zdzisława "Dzidek" Jodko, jaki publicyści zajmujący się tematyką dotyczącą tego typu wydawnictw, wyróżniają kilka wyraźnych okresów, faz, w tej historii. Przed okresem pierwszym zina „Garaż” istnieje krótki okres wydawania poprzedzającego go aperiodyku „Obłęd” około 1983 r. – 1984 r.. Natomiast od 1985 r. do 1989 r. trwa okres pierwszy, kiedy fanzin już pod tytułem „Garaż” wydawany jest w zasadzie jako informator klubowy, koncertowy. Kolejny wyraźnie zaznaczający się w tej historii okres, to czas od 1990 do 1992, a ostatnia, nadal trwająca faza istnienia pisma „Garaż”, rozpoczęła się w 1997, choć w jej przypadku jeden z publicystów, z dalej wyjaśnionych przyczyn, wyróżnia w niej etap od 1997 do 2001 r. i etap począwszy od 2002 r. do 2012 r.. Numerowanych „Garaży”, wydawanych oficjalnie począwszy od 1990 r., powstało 30, w tym 20 z załączonym albumem kompilacyjnym zamieszczonym na płycie kompaktowej.

### Przed powstaniem „Garażu”
Historia pisma od początków jego istnienia wiąże się z osobą Zdzisława Jodko (pseudonim / ksywka – "Dzidek"), późniejszego redaktora naczelnego „Garażu”. Przed powstaniem fanzinu o nazwie „Garaż”, Zdzisława Jodko był zaangażowany w tworzeniu zinu noszącego tytuł „Obłęd”. W przybliżeniu około 1983 r. – 1984 r. ukazały się trzy numery pisma pod tym szyldem. W jego tworzeniu uczestniczyli oprócz Dzidka (Szczecin), także między inne, znane w środowisku muzyki niezależnej osoby, takie jak Marek Jurczenko – „Urko” (Racibórz), Paweł Konnak – „Konjo” (Gdańsk), Jacek i Robert Wiśniewscy (Raszyn).

### Okres od roku 1985 do 1989
Dalsze tworzenie fanzinu, już pod nowym tytułem „Garaż”, wiąże się z klubem „Kontrasty”, następnie z klubem „Pinokio”, oba w Szczecinie i organizowanymi tam od 1985 r. punkowymi koncertami. Odbywały się one pod hasłem „Garaż”. Początkowo lokalne dość szybko przyciągnęły czołowe, polskie zespoły muzyczne związane z undergroundem, a także i zagraniczne.
Pierwsze koncerty pod tym szyldem organizował Dzidek. Pierwszy miał miejsce w listopadzie 1985 r. a drugi w grudniu tego samego roku, oba w klubie „Kontrasty”. To wówczas ukazało się pierwsze wydanie fanzinu wydanego 1985 r.. Była to gazetka informacyjna powielana w wielu egzemplarzach na zwykłym kserze. Po większości treść w niej zawarta dotyczyła opisu poprzedniego koncertu. Problemy w dogadaniu się z nowym dyrektorem klubu sprawiły, że od 1986 r. koncerty odbywały się w klubie „Pinokio”. Sam fanzin również od tego momentu zaczął być wydawany jako informator klubowy. Oprócz opisów poprzednich koncertów, zawierał ówcześnie także zapowiedzi kolejnych, planowanych wydarzeń. W tworzenie treści do pisma włączyli się także niektórzy muzycy występujący wówczas na scenie. Dopóki zresztą gazetka była informatorem klubowym, dopóty była legalna.
W tym też mniej więcej czasie została wydana kaseta magnetofonowa, o tytule „Garaż” – „Klub Pinokio. Garaż live”, zawierająca nagrania zespołów występujących na koncertach w klubie „Pinokio”. Zresztą ukazała się ona dzięki klubowi i Akademickiemu Radiu „Pomorze”. Znalazły się na niej nagrania koncertowe z występów takich zespołów jak Dezerter, Karcer, Kobranocka, Absurd, Kolaboranci, One Million Bulgarians i Trybuna Brudu.
Był to również czas, w którym służba bezpieczeństwa interesowała się tego typu działaniami. W przypadku koncertów pod szyldem „Garaż” i „informatora klubowego” pod tytułem „Garaż”, nie było w tym kontekście większych problemów. Jednak około 1986 r. ktoś doniósł, że na koncertach rozrzucano ulotki nielegalnie wydane przez Ruch Społeczeństwa Alternatywnego oraz Ruch Wolność i Pokój. To sprawiło, że kolejny koncert, akurat zespołu Konwent A, został obstawiony przez funkcjonariuszy służby bezpieczeństwa, ale na tym się w zasadzenie skończyło, nawet jeśli jakieś następne koncerty były obstawiane, już bez wiedzy organizatora.
Coraz większa liczba imprez oraz wzrastająca ich popularność sprawiły, że klub zdecydował się na sponsorowanie wydawanego informatora, która stał się protoplastą magazynu „Garaż”. Od początku miał on formę fanzinu i wówczas był bezpłatny. Jego zawartość w głównej mierze dotyczyła organizowanych w klubie koncertów i występujących tam wykonawców. Taka forma tytularna wydawnictwa pozwalała na uniknięcie w tamtym czasie problemów związanych z cenzurą i z rozliczeniami finansowymi. W dużej mierze rozdawano go po prostu publiczności przychodzącej do klubu na koncerty. Późniejsze zmiany w klubie oraz zmniejszenie ilości koncertów spowodowały także zmianę charakteru pisma, które stało się typowym fanzinem od 1986 r..
Nakład fanzinu stale rósł do tego stopnia, że osiągną nakład rzędu kilku tysięcy sztuk, w pewnym momencie osiągając poziom 4.000 egzemplarzy. Ta pierwsza seria magazynu wydawana była do 1988 r., kiedy to Dzidek po ukończeniu studiów musiał odbyć zasadniczą służbę wojskową.
W tym okresie skład magazynu robiony był ręcznie, a gazeta, może poza pierwszą publikacją, była drukowana (a nie jak to wówczas się często zdarzało – kserowana). Taki ręczny skład polegał na pisaniu tekstów ręcznie lub na maszynie do pisania, wycinaniu liter i słów z gazet lub innych druków, wklejaniu na kartkę tych tekstów, które były przygotowane na osobnym arkuszu, wklejaniu zdjęć fotograficznych i rysunków oraz ręcznym dopisywaniu tekstów oraz dopisków między wklejone treści wraz z ewentualnie dorysowywaniem ręcznym różnych ozdobników. Powyższe elementy arkusza drukarskiego mogły być umieszczane praktycznie dowolne i dzięki temu tworzyć zawiłe kolaże. Tak przygotowana karta stanowiła podstawę do powielania poszczególnych stron, czyli kartę źródłową do kserowania lub tworzenia matrycy do druku na kliszy.

### Okres od roku 1990 do 1992
W 1989 r. czasopismo zostało oficjalnie zarejestrowane, z siedzibą w Szczecinie, a pierwszy numer ukazał się w 1990 r.. Od tego momentu wydawnictwo ukazywało się z nadawanymi kolejnymi numerami pisma (czego wcześniej nie robiono). Wydawcą była firma prowadząca dystrybucję piwa, w której Dzidek pracował, a w zasadzie sam ją współtworzył – Prokurent Sp. z o.o.. W wymienionym wyżej roku powołał on także wydawnictwo muzyczne Rock’n’roller. Od 1991 r. to właśnie ono przejęło wydawanie i dystrybucję „Garażu”. Powstały wówczas numery numery 3/4, 5/6 i 7/8. Nadal jednak, tak jak od początku istnienia, nie trafiło do oficjalnej sieci dystrybucji lecz było kolportowane niezależnie, w tym przy pomocy grupy stałych współpracowników. Jednak jego wydawanie zostało zatrzymane i nastąpiła pięcioletnia przerwa w ukazywaniu się czasopisma.  W tym okresie, od numeru 2 pojawił się dział recenzji albumów muzycznych o nazwie „Manipulator”. W części numerów, jako wkładka do pisma załączany był też magazyn Grupy Literackiej 44 ze Szczecina – „Skafander”. 
Wymienione numery pisma, tak jak poprzednio były nadal składane ręcznie i drukowane. W tamtym czasie przy większych nakładach drukowanie było zdecydowanie korzystniejsze pod względem finansowym. Czasem niektóre strony w całości zamiast w barwie czarnej były drukowane przy pomocy farby drukowej o barwie niebieskiej i czerwonej.
Ciekawy był także sposób dystrybucji pisma. Początkowo sprzedawano go podczas koncertów, ale tych był na tyle mało, że należało poszukać nowego sposobu dotarcia do szerszego grona czytelników. Postawiono na nietuzinkową metodę sprzedaży wysyłkowej. Mianowicie zaoferowano sprzedaż 10 egzemplarzy pisma z upustem cenowym oraz dodanym do tego pakietu jednym, dodatkowym egzemplarzem bezpłatnym. Taki pakiet wysyłany był Pocztą Polską do zainteresowanego, który miał możliwość odsprzedania tych dziesięciu egzemplarzy z pewnym zyskiem oraz z możliwością zachowania dla siebie jedenastego egzemplarza. W ten sposób zbudowana została sieć niezależnych dilerów, wzorowana na już przetestowanym modelu z czasów zina „Obłęd”, oparta częściowo na osobach znajomych i stałych współpracownikach.

### Okres od roku 1997

#### Etap od roku 1997 do 2001
Jak wyżej wspominano powrót „Garażu” nastąpił po 5 latach przerwy, w 1997 r., kiedy to ukazał się numer 9. W tym mniej więcej czasie ukazały się wywiady z wydawcami pisma, przykładowo w zinie „Duma Mamusi” numer 4 z 1997 r.. Zakładano wydawanie od 2 do 4 numerów rocznie, choć ostatecznie ta ilość była mniejsza. Zmienił się sposób opracowywania publikacji. Jej skład stał się bardziej profesjonalny, z kolejnymi numerami zwiększała się objętość magazynu, ale także zmianie ulegała jego zawartość. W odniesieniu prezentowanych treści nastąpił powrót i większa koncentracja na punk rocku, w tym powrót do starego brzmienia punk. Z czasem w zakresie zainteresowania redagujących pismo pojawiły się także, obok punk rocka, także inne gatunki muzyczne i nurty pokrewne, takie jak przykładowo ska, reggae czy psychobilly, hardcore punk, rockabilly, mod i czasem nawet swing.
Jest to już okres, w którym zmienił się sposób składu stron. Od numeru 9 był on wykonywany komputerowo. I „Garaż”, obok „Qqryq”, był jednym z pierwszych zinów w Polsce, którego redakcja wprowadzała takie rozwiązanie. W przypadku „Garażu” stosowano w tym celu program Corel Draw. Wyjątkiem był „Skafander”, który nadal drukowano z ręcznie składanych matryc. Zmiany dotyczą także zawartości pisma. Między innymi po raz pierwszy pojawia się choćby tak prozaiczna rzecz jak spis treści. Ponadto w numerze, również po raz pierwszy, zamieszczono biografię wybranego zespołu (w tym przypadku konkretnie The Specials), co było kontynuowane od tego momentu w następnych numerach pisma. Dział z recenzjami albumów muzycznych „Manipulator” znaczne zwiększa swoją objętość. Pojawiają się także pierwsze reklamy. Większość zamieszczanych ogłoszeń dotyczyła produktów związanych z subkulturami i dla nich przeznaczona. Jak przyznaje sam Dzidek, od tego momentu pismo miało także na celu promocję wydawnictw, które ukazywały się w ramach wytwórni Rock’n’roller. Jest to też okres, w którym stopniowo wraz z kolejnymi numerami zwiększa się ilość artykułów dotyczących samej muzyki – biografie zespołów, wywiady, a publicystyka schodzi na dalszy plan. W numerze 15 z 2000 r. po raz pierwszy pojawił się dział zatytułowany „Punk rock egzotyczny” ukierunkowany na opisywanie sceny punk z konkretnego, wybranego, w każdym numerze innego państwa.
Od 11 numeru pisma wydawca załączał album muzyczny. Jako nośnik danych stosowano płytę kompaktową, na której znajdowała się ścieżka dźwiękowa z albumem kompilacyjnym obejmującym materiały promo. Według Dzidka było to pierwsze w Polsce pismo punkowe z dołączonym do niego albumem muzycznym zamieszczonym na płycie kompaktowej. Ówcześnie nakład pisma sięgnął 6.000 egzemplarzy. Do 2001 r. ukazywały się dwa numery rocznie, ale po tej dacie następowały czasem pewne zakłócenia w regularności wydania pisma. Pierwsze z nich spowodowane było zamknięciem wytwórni Rock’n’roller i założeniem nowego wydawnictwa – Jimmy Jazz Records, które kontynuowało wydawanie czasopisma od 2002 r..
Ważnym krokiem w rozwoju wydawnictwa, który wówczas nastąpił, było skierowanie go do dystrybucji w oficjalnej sieci sprzedaży, kontynuując jednak własną sprzedaż wysyłkową, między innymi w sklepach należących do sieci handlowej Empik.

#### Etap od roku 2002 do 2012
Nowy wydawca pisma – Jimmy Jazz Records – wprowadził ważne zmiany, między innymi organizacyjne. Od tego momentu bowiem dystrybucję wszystkich publikacji przejęli zewnętrzni dystrybutorzy. Pierwszy numer pisma „Garaż” pod nowymi skrzydłami – numer 17, to także pewne zmiany. Nakład ograniczono do 3000 egzemplarzy. W tym numerze po raz ostatni ukazał się „Skafander”. Zmiany następowały także w następnych numerach. Przykładowo w 18 numerze zina po raz ostatni zamieszczono listy do redakcji. Od numeru 18 i 20 do okładki pisma wprowadzono kolor, na razie w ograniczonym zakresie, a od numeru 22, okładka jest już w całości kolorowa. Wnętrze pisma jednak pozostaje w konwencji monochromatycznej.
Po jakimś czasie płyty załączane do „Garażu” zaczęły być wydawane w serii wydawniczej ukazującej się pod dewizą „PUNKS, SKINS & RUDE BOYS NOW!”. Numer 18 pisma był pierwszym, w którym redakcja zdecydowała się na zamieszczenie w załączonym albumie muzycznym wyłączenie polskich wykonawców muzycznych.
Numer 30 pisma z 2012 r. był ostatnim wydaniem „Garażu” w tym okresie.

### Przyszłość
Brak jest konkretnych zapowiedzi wznowienia w przyszłości działalności w zakresie zinu „Garaż”. Sam Zdzisław Jodko tego nie wyklucza. W dywagacjach na ten temat wskazuje jedynie, że ewentualne podjęcie takiego wyzwania wymaga całkiem nowego podejścia, szczególnie w świetle zmian dotyczących rozwoju mobilności, komunikacji elektronicznej, form dystrybucji samej muzyki i tym podobnych elementów. Bardzo prawdopodobna byłaby koncepcja realizacji wersji elektronicznej fanzinu, jako publikacji elektronicznej, poprzez serwis internetowy, z ewentualnym dodatkiem wersji papierowej dla abonentów. Także dystrybucja załączanej do ewentualnego periodyku muzyki musiałaby ulec zmianie w dostosowaniu do aktualnych trendów, między innymi poprzez streaming czy digital download.

## Autorzy
Twórcą i redaktorem naczelnym pisma, a także autorem wielu publikacji i wywiadów zamieszczonych na łamach periodyku jest Zdzisław Jodko (pseudonim, ksywka – "Dzidek"). Oprócz niego czasopismo współtworzyło wiele innych osób, niektóre znane tylko z pseudonimu (ksywki), w tym między innymi w latach 1997-2001 – Alex Pehlemann, Andrzej Kuspiel, Andrzej Odlanicki, Artur „Tatinek” Szyszkowski, Czesiek Świstak, Grzegorz Riker, Jadwiga Ryba, Jan Bińczycki, Janusz Krzeczowski, Jarosław Gorzkowski, Jarosław „Sopel” Sobkowiak, Krzysztof Lach, Maciej Kempiński, Maciej „Mroku” Mroczek, Marcin „Gorzki” Gorzkowski, Marek „Oreł” Adamowicz, Marek „Urko” Jurczenko, Michał Włodarczyk, Mirosław „Maken” Dzięciołowski, Mirosław Witkowski, „Pajonk”, Paweł „Piguła” Czekała, Paweł „Końjo” Konnak, Paweł Prystupa, Piotr Drzewiecki, Piotr „Coppek” Kornacki, Przemysław Oleksiński, Przemysław Thiele, Sebastian Rerak, Szymon Janicki, Zdzisław „Professor Reggae” Matusewicz, Zygmunt Wasiak, a w latach 2002-2012 – Adam Kowalczyk, Aneta Stefańska, Andrzej Kuspiel, Andrzej Odlanicki, Artur „Tatinek” Szyszkowski, Arek „Kieras” Kasprzak, „Ciziek”, Dawid „Spooky” Krakowski, Darek Kowalski, Dominik Pyrzyna, „Eva”, Grzegorz Kempa, Grzegorz Riker, „Iroha”, Jacek „S-O-T”, Jarosław Gorzkowski, Jarosław „Sopel” Sobkowiak, Jarosław Tomasiewicz, Jarosław Ważny, „Jason”, Joanna Chudzik (później Joanna Jodko), Kamil „Kokos” Garbacz, Karol Grabowicz, Konrad Czarnecki, Konrad „Pepsi” Janik, Krystian Faszczewski, Krzysztof Lach, Kuba „HaCe” Szklanny, Łukasz Kowalczuk, Łukasz Ostrega, „Łysy”, Maciej „Mroku” Mroczek, Maciej Pieczyński, Magda Cieśla, Marcin Dryszel, Marcin „Gorzki” Gorzkowski, Marek „Urko” Jurczenko, Michał Karpowicz, Milena Teodorczyk, Mirosław Witkowski, Ola Nowakowska, „Pajonk”, Paweł „Piguła” Czekała, Paweł Fołtyn, Piotr „Skoda” Skotnicki, Rafał Reutt, „Remik”, Robert Stasiak, „Rude”, „Rudegirl_ac”, Sylwester „SylVicious” Zimon, Tomasz Ostrowski, Tomasz Zrąbkowski, Zdzisław „Professor Reggae” Matusewicz, „Zorro”, „Zyzio”, „ZZ Top”.

## Zawartość

### Treść pisma
Zawartość czasopisma i jego objętość zmieniała się w czasie. Początkowo był to w dużej mierze informator klubowy i koncertowy, choć w formie fanzinu, z artykułem na temat poprzedniego koncertu. W następnym etapie rozwoju magazynu, choć muzyka była istotną częścią jego treści, to były jednak również tematy społeczne, kultura, wiersze, komiksy, listy do redakcji i inne opracowania, nie związane bezpośrednio z muzyką. Kolejne zmiany doprowadziły do obecnego kształtu pisma, w którym zdecydowanie dominują jednak tematy muzyczne związane z szeroko rozumianą sceną niezależną, głównie ukierunkowaną na punk rocka i pokrewne, w tym takie jak hardcore punk, ska, reggae, oi!, punk 77, crust punk, metal 77 (New Wave of British Heavy Metal), psychobilly, rockabilly, mod i czasem nawet swing.

### Wybrane działy
W piśmie oprócz artykułów i wywiadów znalazły swoje miejsce wprowadzane sukcesywnie w różnych okresach czasu działy ukierunkowane na określone treści, a także serie pewnych artykułów. Każdy z nich w czasie kiedy się one ukazywały zmieniał także formę, objętość, autorów lecz generalnie zachowane były określone założenia celu ich istnienia. Przykładowo do takich tematycznych działów lub serii artykułów wymienić można nieregularnie zamieszczane artykuły, których tytuł rozpoczynał się do przedrostka „Raport z ...”, będący tak zwanym raportem ze sceny, w tym przypadku dla konkretnego kraju, później zastąpiona działem „Punk rock egzotyczny”, „Manipulator” czyli działa z recenzjami, znaczenie rozbudowany od numeru 9, dotyczący wydawanych albumów muzycznych, później także w mniejszym stopniu z podrozdziałami dotyczącymi książek, zinów, czy filmów, „Skafander” czyli dział publicystyczny, kontynuator zina o tym samym tytule, ostatni raz zamieszczony w numerze 17, redagowany przez Mirosława Witkowskiego oraz listy od czytelników, który to dział funkcjonował od numeru 10 z 1998 r. do numeru 18 z 2002 r., zaniechany w dobie Internetu, gdy czytelnicy nie byli już zainwestowani pisaniem listów.

### Raport z ... oraz Punk rock egzotyczny
„Punk rock egzotyczny” to jeden z działów „Garażu”, który po raz pierwszy pojawił się w numerze 15 z 2000 r., niejako zastępując wcześniej nieregularnie ukazujące artykuły ukazujące się pod szyldem „Raport z ...”. W każdym z wydań tego działu różna była zawartość dotycząca określonego, konkretnego kraju, w tym także znaczące mogły być różnice co do objętości i zakresu merytorycznego poszczególnych opracowań. Objętość wynosiła od dwóch do prawie sześciu stron. Ukazały się w tym dziale opracowania dotyczące następujących krajów:
| kraj                         | rok  | numer | rodzaj                 |
| ---------------------------- | ---- | ----- | ---------------------- |
| Argentyna                    | 2007 | 25    | „Punk rock egzotyczny” |
| Australia                    | 2001 | 16    | „Punk rock egzotyczny” |
| Belgia                       | 2009 | 28    | „Punk rock egzotyczny” |
| Brazylia                     | 2003 | 19    | „Punk rock egzotyczny” |
| Filipiny                     | 1991 | 3/4   | „Raport z ...”         |
| Finlandia                    | 2002 | 18    | „Punk rock egzotyczny” |
| Francja                      | 2000 | 15    | „Punk rock egzotyczny” |
| Grecja                       | 1990 | 1     | „Raport z ...”         |
| Hiszpania                    | 2003 | 20    | „Punk rock egzotyczny” |
| Holandia                     | 2005 | 22    | „Punk rock egzotyczny” |
| Japonia                      | 2004 | 21    | „Punk rock egzotyczny” |
| Jugosławia                   | 2002 | 17    | „Punk rock egzotyczny” |
| Kanada                       | 2005 | 23    | „Punk rock egzotyczny” |
| Portugalia                   | 2012 | 30    | „Punk rock egzotyczny” |
| Republika Południowej Afryki | 2010 | 29    | „Punk rock egzotyczny” |
| Szwajcaria                   | 2007 | 26    | „Punk rock egzotyczny” |
| Szwecja                      | 2006 | 24    | „Punk rock egzotyczny” |
| Włochy                       | 2009 | 27    | „Punk rock egzotyczny” |

## Znaczenie pisma, opinie, krytyka
Czasopismo „Garaż” uznawane jest za jedno z najważniejszych w Polsce czasopism muzycznych o zasięgu ogólnokrajowym poświęconych takim gatunkom
jak punk rock, hardcore punk, reggae, ska, rockabilly, psychobilly i wielu innym i przy tym, w kolejnych okresach czasu, za jedno z najpopularniejszych tego typu wydawnictw, podstawowych, a także obok „Pasażera” jako jedno z największych. Innym tego typu określeniem jest przypisanie mu roli czołowego polskiego zina o tematyce punk, zarówno w okresie 1990-1992, jak i po jego reaktywacji z 1997 r. i prawdziwej skarbnicy dla fanów. Już sam fakt jego rozwoju od bardzo lokalnego, klubowego informatora do pisma o zasięgu i znaczeniu ogólnopolskim wskazuje na jego popularność, oczywiście w ramach sceny, jak i jego duże dla niej znaczenie.
Jako wydawnictwo seryjne publikowane od 1985 r. jest pismem od długiej tradycji na polskim rynku muzycznym i prasowym. Przy czym przez ten okres pismo zbudowało sobie solidną, stałą grupę czytelników, co oczywiście nie wyklucza zainteresowania nim także innych odbiorców. Znaczenie tego pisma przejawia się także zwiększonym zainteresowaniem pośród klientów publikacjami muzycznymi wydawanymi początkowo przez Rock’n’roller, a następnie przez Jimmy Jazz Records, zgodnie zresztą ze stopniowymi zmianami uwzględniającymi ich promowanie, wprowadzanymi do „Garażu” przez wydawcę.
Pośród wypowiedzi dotyczących konkretnych aspektów czasopisma zwracają uwagę takie elementy jak dziennikarskie podejście, bogata szata graficzna i generalnie staranność oraz zaangażowanie w jego tworzenie, które doprowadziły do tego, że pismo jest frajdą dla jego twórców i przede wszystkim czytelników. Z takich względów pismo z późniejszych okresów uznawane jest za profesjonalne i prężnie działające.
Spotkać można jednak także pewną krytykę dotyczącą faktu, że czasem, choć jednostkowo, pojawiały się w „Garażu” artykuły i inne opracowania dotyczące treści, zespołów, sceny, które są dla osób i środowisk, określanych pojęciem tak zwanego punka zaangażowanego, zwyczajnie nieakceptowalne. Nawet jednak ci krytycy stwierdzają, że dominują w piśmie materiały, które warto przeczytać. Innego nieco kalibru, ale nadal z dozą krytyki, jest stwierdzenie, ze redakcja „Garażu” dobiera materiał z tematyką ukierunkowaną głównie na zabawę, a omija jeśli może taki, który zawiera ich zdaniem ważny przekaz. Postrzegane bywa przez niektórych jako pismo dla oi!'owców promujące idee „united punk & skin”. Ale przy tym forma pisma pełna zdjęć i obrazków sprawiła, że byli tacy, którzy sten styl z przekąsem porównywali do stylu takich wydawnictw jak Bravo.
W związku z powyższym spojrzeniem na „Garaż” niektórzy, przykładowo Bunt, lider Ulicznego Opryszka, choć dostrzegają pewną rozbieżność światopoglądową, w tym w stosunku do konkurencyjnego „Pasażera”, to jednak potrafią pozytywnie spojrzeć na tę relację, stwierdzając, że obaj liderzy polskiego rynku periodyków związanych ze sceną punk – „Garaż” i „Pasażer” – dobrze się uzupełniają i jeśli trzeba, mimo pewnych niesnasek w ich historii, potrafią ze sobą współpracować, co w gruncie rzeczy jest korzystne dla ruchu i sceny.

## Numery

### Okres 1985-1989
W tym okresie, jak wyżej wspominano, fanzin „Garaż” wydawany był bez numeracji. Choć dostępny w internetowym archiwum fanzinów skan pisma ze stycznia 1986 r. ma nadany numer 1, a według jednego ze źródeł swoje kolejne numery otrzymały jeszcze dwa następne wydawnictwa – 2 i 3 z tego samego roku. Ta pierwsza publikacja (nr 1 z 1986 r.) ma 4 strony, treść przelano na papier pismem odręcznym, zamieszczono kilka zdjęć, a nakład wyniósł 20 egzemplarzy. Znajduje się tam także zapowiedź, że za miesiąc ukaże się następny numer. Nieznana jest liczba wydanych numerów z tego okresu, nakład poszczególnych publikacji oraz choćby przybliżone daty wydania. Dane dotyczące pisma i wydanych numerów w tym okresie są w zasadzie dość szczątkowe. Twórca pisma, Zdzisław Jodko ("Dzidek") w jednej z wypowiedzi twierdzi, że posiada w archiwum zachowane wszystkie numery „Garażu”.

### Okres 1990-1992
Numery „Garażu” wydane w okresie od 1990 do 1992 r.:
numer 1wydany przez Mirek Witkowski, Dzidek, luty 1990 r., 16 stron / Prokurent Sp. z o.o., nakład 3.000 egzemplarzy, cena 4.800,00 zł, między innymi wywiad z zespołami Kolaboranci, Karcer oraz raport z Grecji
numer 2wydany przez Dzidek, Przemek Thiele, Mirek Witkowski, maj 1990 r., 16 stron / Prokurent Sp. z o.o., nakład 5.000 egzemplarzy, cena 2.500,00 zł, między innymi publikacje dotyczące zespołów: Dezerter, Po Prostu, Bad Brains, Trybuna Brudu
numer 3/4wydany Rock’n’roller, luty 1991 r., 24 strony, nakład 5.000 egzemplarzy, cena 4.000,00 zł, między innymi publikacje dotyczące zespołów: Alians, Kolaboranci, Lumpersi oraz raport z Filipin
numer 5/6wydany Rock’n’roller, sierpień 1991 r., 28 stron, nakład 5.000 egzemplarzy, cena 5.000,00 zł, między innymi publikacje dotyczące zespołów: Rebeliant, Profanacja, Ustawa O Młodzieży, Popłoch Wśród Dziewcząt, Bambix, KGB, Inside Out
numer 7/8wydany Rock’n’roller, 1992 r., 28 stron, nakład 5.000 egzemplarzy, cena 8.000,00 zł, między innymi publikacje dotyczące zespołów: Armia, Dum Dum.

### Od 1997 r. do 2001 r.
Numery „Garażu” wydane w okresie od 1997 do 2001 r.:
numer 9wydany Rock’n’roller, jesień 1997 r., 72 strony, nakład 3.000 egzemplarzy, cena 5,50 zł, między innymi publikacje dotyczące zespołów: Kemuri, Shelter, The Exploited, Karcer, Ramzes & The Hooligans, Skaferlatine, The Analogs, The Specials, Kastriete Philosophen
numer 10wydany Rock’n’roller, 1998 r., 72 strony, nakład 3.000 egzemplarzy, cena 5,50 zł, między innymi publikacje dotyczące zespołów: The Skatalites, The Specials, Duck Soup, The Business, Chelsea, Dr Israel, Submission, Skankan, Bazooka Service
numer 11wydany Rock’n’roller, jesień 1998 r., 76 stron, załączona płyta CD, nakład 6.000 egzemplarzy, cena 10,00 zł, między innymi publikacje dotyczące zespołów: Ramones, Cockney Rejects, R.A.P., Conflict, Battalion Of Saints, Podwórkowi Chuligani, Inri, Rejestracja oraz wywiad ze Stevem Ignorantem z zespołu Crass
numer 12wydany Rock’n’roller, wiosna 1999 r., 84 strony, załączona płyta CD, nakład 6.000 egzemplarzy, cena 10,00 zł, między innymi publikacje dotyczące zespołów: Slaughter and the Dogs, Meance, Cowboy Killers, Ramones, UK Subs, Minor Threat, Skampararas, The Skalatones, The Misfits, Po Prostu, Dr Ring-Ding, Voice Of a Generation, Dropkick Murphys, Vespa, Agnostic Front, Los Fastidios
numer 13wydany Rock’n’roller, jesień 1999 r., 92 strony, załączona płyta CD, nakład 6.000 egzemplarzy, cena 11,00 zł, między innymi publikacje dotyczące zespołów: Red Alert, The Misfits, Prawda, Black Flag, UK Subs, Hypnotix, Ramones, Śmierć Kliniczna, Charge 69, Good Ridance, The Adjusters, Pidżama Porno, Spitfire, Tilt, Brygada Kryzys, Subhumans oraz wywiad z Marcinem Kornakiem
numer 14wydany Rock’n’roller, zima/wiosna 2000 r., 92 strony, załączona płyta CD, nakład 6.000 egzemplarzy, cena 11,00 zł, między innymi publikacje dotyczące zespołów: Kolaboranci, On File, Potres, Partia, The Busters, Volxstrum, Klasse Kriminale, Bluekilla, Oxymoron, The Analogs, Mad Head, Sick of It All, Fugazi, Bitch Boys, Angelic Upstarts, Red London
numer 15wydany Rock’n’roller, październik 2000 r., 92 strony, załączona płyta CD, nakład 6.000 egzemplarzy, cena 13,00 zł, między innymi publikacje dotyczące zespołów: The Rebels, Reazione, Włochaty, Dr. Green, Vision, Blitzkrieg, Travis Cut, Komety, One Way System, Vice Squad, Royal Crown Revue, Skampararas, Sexbomba, Skarpeta, Rasta Knast
numer 16wydany Rock’n’roller, wiosna/lato 2001 r., 92 strony, załączona płyta CD, nakład 6.000 egzemplarzy, cena 15,00 zł, między innymi publikacje dotyczące zespołów: Gorilla, The Protest, The Vibrators, Sabotaż, Terrorgruppe, Trawnik, Forgotten, Lumpex 75, Wasted, Bulbulators, The Negatives, No Sports, Angelic Upstarts, Zóna A, TZN Xenna, Grażdanskaja Oborona, White Trash Debutantes.

### Od 2002 r. do 2012 r.
Numery „Garażu” wydane w okresie od 2002 r. do 2012 r.:
numer 17wydany Jimmy Jazz Records, wiosna 2002 r., 84 strony, załączona płyta CD, nakład 3.000 egzemplarzy, cena 15,00 zł, między innymi publikacje dotyczące wykonawców muzycznych: The Analogs, Neophyte, The Krewmen, Gazoo Bill, Argy Bargy, Backlash, The Porkers, Ded Bugs, Zbeer, Good Religion, Not So Fast, Vanilla Muffins
numer 18wydany Jimmy Jazz Records, jesień 2002 r., 84 strony, załączona płyta CD, nakład 3.000 egzemplarzy, cena 15,00 zł, między innymi publikacje dotyczące wykonawców muzycznych: The Dead Boys, Dezerter, The Hunkies, Blade Loki, Nowy Świat, Leniwiec, Wiewiórczaki, Trawnik, Abaddon, Karcer, Komety, Pan Profeska
numer 19wydany Jimmy Jazz Records, wiosna 2003 r., 84 strony, załączona płyta CD, nakład 3.000 egzemplarzy, cena 15,00 zł, między innymi publikacje dotyczące wykonawców muzycznych: Loikaemie, Ramzes, Cenobites, Way Side Crew, Dyscypline, Komety, Anti-Flag, Mad Sin, X-Ray Spex, Exit From Hell, Septic Deth, All Bum, Foreign Legion, Blitzkrieg, The Damned, Stege Bottels, The Analogs, Pöbel & Gesocks, Gaz Stoker
numer 20wydany Jimmy Jazz Records, jesień 2003 r., 84 strony, załączona płyta CD, nakład 3.200 egzemplarzy, cena 15,00 zł, między innymi publikacje dotyczące wykonawców muzycznych: The Damned, Deadline, GG Allin, Skauci, Vespa, Alians, D.Vanian, Bad Manners, The Ruts, Zielone Żabki, In Spite Of, Po Prostu, Red Union, The Real McKenzies, Anti Dread, Päuline Black
numer 21wydany Jimmy Jazz Records, wiosna/lato 2004 r., 84 strony, załączona płyta CD, nakład 3.200 egzemplarzy, cena 15,00 zł, między innymi publikacje dotyczące wykonawców muzycznych: Plasmatics, The Damned, Pavulon Twist, Lee Perry, The Selecter, Schizma, Blisterhead, Bad Manners, Hateful, Wieże Fabryk, All Bandits, The Carpettes, GBM, Neony, The Bones, PDS, Fast Cars, Incident
numer 22wydany Jimmy Jazz Records, zima/wiosna 2005 r., 84 strony, załączona płyta CD, nakład 3.000 egzemplarzy, cena 15,00 zł, między innymi publikacje dotyczące wykonawców muzycznych: Anti Dread, Bottle Job, Eye for an Eye, Bulbulators, Kevin K., F.F.D., The Bips, 999, Monsters, The Movement, Kastracja, The Adicts, Second Chance, Poker Face, Lame Ducks, Sucker, Agnostic Front, The Vigilantes
numer 23wydany Jimmy Jazz Records, jesień/zima 2005 r., 84 strony, załączona płyta CD, nakład 3.000 egzemplarzy, cena 15,00 zł, między innymi publikacje dotyczące wykonawców muzycznych: Peter & The Test Tube Babies, The Undertones, WC, Rose Tatoo, Perkele, Beatsteaks, Motosserra, Frontside, Deadline, 100 Inch Shadow, Skapoint, O.D.C., Bilety do Kontroli, Beri Beri, District, Sexbomba, Uliczny Opryszek, Pressure Cooker
numer 24wydany Jimmy Jazz Records, wiosna/lato 2006 r., 84 strony, załączona płyta CD, nakład 3.000 egzemplarzy, cena 15,00 zł, między innymi publikacje dotyczące wykonawców muzycznych: Mark Foggo, The Skatalites, The Kolt, Rewizja, Social Combat, The Headhunters, Upside Down, The Cuffs, Tower Blocks, Goldblade, Road Trip's Over, 666 Aniołów, The Lunatics, Robert Brylewski, Dee Facto, Istukas Over Disneyland, The Toy Dolls, Böhse Onkelz, The Oppressed
numer 25wydany Jimmy Jazz Records, marzec 2007 r., 84 strony, załączona płyta CD, nakład 3.000 egzemplarzy, cena 15,00 zł, między innymi publikacje dotyczące wykonawców muzycznych: The Casualties, Dumbs, The Kuflers, The Sandals, X, AQQ, The Stingers Atx, Rokkatone, The Bartenders, Konopians, Emerald, Thee Flanders, Obibox, Face Of Reality, Good Old Days, Fort BS, Ziemowit Kosmowski (Brak), Anarchol
numer 26wydany Jimmy Jazz Records, listopad 2007 r., 84 strony, załączona płyta CD, nakład 3.000 egzemplarzy, cena 15,00 zł, między innymi publikacje dotyczące wykonawców muzycznych: The 4-Skins, The Boys, Blitz, Böhse Onkelz, Thee Merry Widows, Frankie "Boy" Flame (Syperyob), The Bones, Komety, Miguel and the Living Dead, Mad Caddies, WC, Babayaga Ojo, LD50, Nasty Habits, Pils, Rozpor, D.I.Y., Prawda, Spider Crew, Bomb The World, The Toasters, Radio Bagdad, Flowers of Romance (Vennaskond), Unit Laundry
numer 27wydany Jimmy Jazz Records, styczeń 2009 r., 84 strony, załączona płyta CD, nakład 3.000 egzemplarzy, cena 15,00 zł, między innymi publikacje dotyczące wykonawców muzycznych: The Analogs, Anti Dread, Soulburners, The Lunatics, Ziggie Piggie, St. City Surfers, Skampararas, The Damrockers, Karcer, WC, Warfare, Generacija Bez Buducnosti, Alegrija, P.Paul Fenech (The Meteors), The Peacocks, The Ukrainians, The Valkyrians, The Ruckers, Sham 69, The Last Resort, The Dictators, The Dickies
numer 28wydany Jimmy Jazz Records, listopad 2009 r., 84 strony, załączona płyta CD, nakład 3.000 egzemplarzy, cena 17,00 zł, między innymi publikacje dotyczące wykonawców muzycznych: Sham 69, Zbogom Brus Li, Pepper Pots, Strawberry Blondes, The Lurkers, The Good Fellas, The Matadors, Jazzbo, Yellow Umbrella, Toots’em Hibbert’em (Toots and The Maytals), Martin Solo, The Coi!ots, LD50, Black Tapes, Skankan, Bachor, Persona Non Grata, Bang Bang, Sari Ska Band, ADHD Syndrom, Oficyna, Right?, Uliczny Opryszek, Hartal
numer 29wydany Jimmy Jazz Records, listopad 2010 r., 84 strony, załączona płyta CD, nakład 3.000 egzemplarzy, cena 17,00 zł, między innymi publikacje dotyczące wykonawców muzycznych: Infa Riot, Combat 84, Booze & Glory, Jakoś to będzie, Tife Tife!, Rewizja, Fakofbolan, Podwórkowi Chuligani, Kazi (Alians), Kryzys, Joan Jett, The Jam
numer 30wydany Jimmy Jazz Records, kwiecień 2012 r., 92 strony, załączona płyta CD, nakład 3.000 egzemplarzy, cena 19,99 zł, między innymi publikacje dotyczące wykonawców muzycznych: The Jam, Moskwa, Anti Dread, The Lunatics, Deuter i inne.

## Inne informacje, ciekawostki
Pierwszy numer garażu z 1986 r. został opatrzony znamiennym hasłem: Marginesy wszystkich krajów łączcie się.
Przez pewien czas w piśmie, w stopce redakcyjnej, ukazywała się informacja, że pismo jest redagowane przez zaplute karły redakcji, co było parafrazą określenia z czasów stalinowskich stosowanego wobec Armii Krajowej i jej żołnierzy. W numerach od 9 do 16 zaś widniał w tej stopce napis Numer popełniły Zaplute Karły Redakcji. Od numeru 24 następuje w tym względzie zmiana, znikają bowiem „karły reakcji”, a zastępują ich normalne opisy w tym prawidłowy tytuł dla Zbigniewa Jodko – redaktor naczelny. Zmianę tłumaczy on wymogami prawnymi oraz profesjonalnym podejściem do pisma.
Od numeru 7/8 z 1992 r. zmieniono zapis tytułu pisma, poprzez zastąpienie znaku anarchii normalną literą „A”. Wcześniej bowiem pierwsza litera „A” w tytule zapisywana była znakiem – logiem – anarchii, czyli literą „A” umieszczoną w okręgu. Redaktor naczelny pisma tłumaczył to różnym rozumieniem tego znaku przez różne osoby. Wcześniejsze jego zastosowanie miało być pewnym znakiem rozpoznawczym, który jest jasny i czytelny dla każdego punka. Tymczasem mógł być on odczytywany w kontekście światopoglądu, a mógł być rozumiany także jako forma artystyczna, z którą identyfikował się „Dzidek”. Aby jednak uniknąć angażowania się w polityczne spory, zaniechano stosowania tego znaku.
Anegdotyczną wymowę ma przypadek błędu jaki pojawił się w składzie numeru 10 z 1998 r. Na stronie z artykułem o zespole Submission pojawiła duża biała przestrzeń, w której miała znaleźć się ilustracja przedstawiająca membranę głośnika. Aby nie drukować po raz drugi stron i nie ponosić kosztów, w tym także rozpinania oraz ponownego zszywania wszystkich egzemplarzy, redaktor naczelny postanowił zasugerować, że jest to zabieg specjalny. W tym celu wycięto z linoleum niewielkie stemple z grafiką przypominającą membranę. We wszystkich egzemplarzach pisma ręcznie to miejsce ostemplowano.
Począwszy od numeru 27 z 2009 r. pismo zaczęto drukować na papierze kredowanym.
W „Garażu”, podobnie jak w wielu innych zinach, przez znaczący okres czasu, podawano opis czasu wydania. Określał on czasem dzień, miesiąc, porę dnia lub porę roku, które jednak celowo dobrane były w sposób odbiegający od rzeczywistości, często fikcyjny, wręcz fałszywy, satyryczny albo dowcipny, z zamierzonymi błędami pisarskimi. Przykładowe tego typu oznaczenia czasu wydania zastosowane w Garażu: nr 2 z 1990 r. – wtorek po kolacji, 44 maja, numer 3-4 z 1991 r. – gdzieś tak luty, numery od 9 do 16 z lat 1997-2001, odpowiednio – 46 listopada, jesień, 39 kwietnia, wiosna, 81 października, jesień, 101 kfietńa, wiosna, 3,3 października, jesień, 702 marca, zima-wiosna, późny wrzesień, lato-jesień, pierfszy maja, wiosna-lato i od numeru 17 do 24 z lat 2002-2006, odpowiednio – któregoś marca, wiosna, 1 paździemika, jesień, 1 maja, wiosna, 33 listopada, jesień, 33 czerwca, wiosna-lato, 77 stycznia, zima-wiosna, 39 września, jesień-zima, 69 czerwca, wiosna-lato. Później tej praktyki zaniechano – od numeru 25 z 2007 r. podawano już w sposób czytelny prawidłowy czas wydania.
W Akademickim Radiu „Pomorze” istniała audycja radiowa zatytułowana „Radio Garaż”. W jej ramach Zdzisław "Dzidek" Jodko i Przemysław Thiele prezentowali utwor muzyczne punkowych kapel.
Ziny „Garaż” i „Pasażer” były jednymi z pierwszych, które uzyskały numer issn (International Standard Serial Number) stając się profesjonalnymi periodykami. Numer issn „Garażu” to 1429-3765.
Według wspomnień Dzidka dystrybucja pisma, w opisany we wcześniejszych sekcjach sposób, potrafiła spowodować popłoch na poczcie, szczególnie u pań w okienkach pocztowych, gdzie nadawał je do kolportażu oraz powodowała czasem blokowanie przez niego okienka nawet przez całą godzinę. Gazety były pakowane w rulonach, bo taka przesyłka pocztowa była wówczas tańsza, a czas nadawania nawet czterdziestu takich przesyłek skutecznie blokował okienko na dłuższy czas.
Tytuł pisma – „Garaż” – podobnie jak identycznie brzmiąca dewiza, pod którą organizowano koncerty, będąca nazwą własną interpretowana jest jako nawiązanie do miejsca, w którym często tworzy się muzykę stanowiącą przedmiot zainteresowania pisma (jak i wykonywaną przez zespoły, które występowały na koncertach organizowanych pod tym szyldem). Ma to oczywisty związek z faktem, że muzycy związani z punk rockiem, pozostający w undergroundzie, faktycznie nierzadko grali w garażach. Stąd również pojawiło się wyrażenie – „garażowe granie”.
Według deklaracji Dzidka w Garażu nigdy nie zamieszczano przedruków materiałów z innych zinów.